# Ilhan Fandi
Ilhan Fandi Ahmad (* 8. November 2002 in Singapur) ist ein singapurisch-südafrikanischer Fußballspieler.

## Karriere

### Verein
Ilhan Fandi erlernte das Fußballspielen bei verschiedenen Jugendakademien in Singapur. Seinen ersten Vertrag unterschrieb er 2019 bei den Young Lions. Der Klub ist eine U23-Mannschaft, die 2002 gegründet wurde. In der Elf spielen heimische U23-National- und auch Perspektivspieler. Ihnen soll die Möglichkeit gegeben werden, Spielpraxis in der ersten Liga, der Singapore Premier League, zu sammeln. Drei Jahre später ging er weiter zum Ligakonkurrenten Albirex Niigata und feierte dort am Ende der Saison 2022 mit Albirex die singapurische Meisterschaft. Am 12. Dezember gab dann der belgische Zweitligist KMSK Deinze die Verpflichtung Fandis ab Jahresbeginn 2023 mit einer Vertragslaufzeit über anderthalb Jahre bekannt. Dort war er neben dem Profikader auch vorerst für das U-21-Reserveteam eingeplant, fiel aber wegen eines Kreuzbandrisses fast zehn Monate aus. Am 19. Januar 2024 gab er dann sein Debüt bei den Profis in der Challenge Pro League. Gegen Lierse Kempenzonen wurde er beim 4:0-Heimsieg in der 85. Minute für Lennart Mertens eingewechselt. Nach der Saison wurde sein Vertrag nicht mehr verlängert. Ende Juli 2024 wechselte er nach Thailand zum Erstligisten BG Pathum United FC. Nach einer Spielzeit wechselte er im Sommer 2025 auf Leihbasis zum Meister Buriram United.

### Nationalmannschaft
Im Jahr 2017 absolvierte der Mittelstürmer insgesamt sieben Partien für die U-16 von Singapur. Am 29. Mai 2021 debütierte Fandi dann in einem Testspiel für die singapurische A-Nationalmannschaft gegen Afghanistan (1:1). Beim 1:1-Unentschieden in Dubai stand Fandi in der Startelf und wurde zur Halbzeit von Trainer Tatsuma Yoshida ausgewechselt. Im Februar 2022 absolvierte der Mittelstürmer dann seine ersten beiden Partien für die U-23-Auswahl während der Südostasienmeisterschaft, wo man allerdings schon nach der Gruppenphase ausschied. Dort erzielte er bei der 1:3-Niederlage gegen Thailand den Ehrentreffer. Am 22. März 2022 stand er dann gegen Malaysia (2:1) erstmals mit seinen beiden Brüdern bei einem A-Länderspiel gemeinsam auf dem Platz.

## Erfolge
Albirex Niigata
- Singapurischer Meister: 2022

## Sonstiges
Ilhan Fandi ist der Sohn von Fandi bin Selamat Ahmad (* 1962), der in Europa u. a. für den FC Groningen und OFI Kreta aktiv war. Seine älteren Brüder Irfan (* 1997) und Ikhsan (* 1999) spielen beide in Thailand bei den Erstligisten Port FC bzw. BG Pathum United FC und sind ebenfalls Nationalspieler Singapurs.